# Sozialistische Arbeitergruppe
Die Sozialistische Arbeitergruppe (SAG) war ein 1971 gegründeter deutscher Ableger der britischen Socialist Workers Party. Die Gruppe gab u. a. die Zeitung Klassenkampf heraus und konzentrierte sich über lange Zeit auf wenige Ortsgruppen, die wichtigste war in Frankfurt am Main. Die Gruppe war in frühen Zeiten in verschiedenen Frankfurter Bewegungen aktiv, zum Beispiel im Kampf gegen NPD-Aufmärsche mit Rock gegen Rechts.
Zentrale Theorie ist die Staatskapitalismus-Theorie von Tony Cliff, die in Abgrenzung zur Theorie des „degenerierten Arbeiterstaates“ anderer orthodox trotzkistischer Gruppen davon ausgeht, dass die Sowjetunion nach dem Ausbleiben der internationalen sozialistischen Revolution als Gesamtstaat in die Konkurrenz zu anderen imperialistischen Staaten getreten ist und sich wie ein großes kapitalistisches Staatsunternehmen verhält.
War die Gruppe bis etwa Mitte der 1980er Jahre auf wenige Mitglieder und Orte beschränkt, begann Anfang der 1990er Jahre eine Ausdehnung innerhalb Westdeutschlands, später auch in Ostdeutschland, mit bis zu über 1000 Mitgliedern. Zum Schluss waren Gruppen unter anderem in Kiel, Hamburg, Hannover, Köln, Frankfurt, Stuttgart und München vertreten. Die Gruppe bildete im Zuge der Entrismus-Strategie bei den Jusos (Jugendorganisation der SPD) nach einer erfolglosen Antifa-Intervention ab Ende 1993 ein Netzwerk Linksruck, das als marx21  in der Partei Die Linke aktiv ist.
Ein Teil der SAG machte die Entrismus-Strategie nicht mit und gründete die „Internationalistische Sozialistische Organisation“ (ISO), welche aber weitestgehend erfolglos operierte und zerfiel.
Mitglieder der SAG waren: Volkhard Mosler, Hajo und Stephanie Haenisch, Werner Halbauer, Frank Renken und Norbert Nelte. Der Bundestagsabgeordnete Andrej Hunko gehörte der SAG von 1991 bis 1995 an.
Publikationen: Klassenkampf, Sozialistische Arbeiterzeitung, Sozialismus von unten, Bücher (u. a. die Übersetzung von Tony Cliff, Staatskapitalismus in Rußland) und Broschüren.
Überregionale Bedeutung: Organisation von SAG-Sommerschulen bzw. später „Marxismus“-Seminaren mit zum Teil links-gewerkschaftlichen Referenten und Publikum, Antifa-Intervention 1992, Rock gegen Rechts 1978/79.